# Chysis
Chysis – rodzaj roślin z rodziny storczykowatych (Orchidaceae). Obejmuje 13 gatunków i 1 hybrydę występujące w Ameryce Południowej i Środkowej w takich krajach jak: Belize, Boliwia, Brazylia, Kolumbia, Kostaryka, Ekwador, Salwador, Honduras, Gwatemala, Meksyk, Nikaragua, Panama, Peru, Wenezuela.

## Systematyka
Rodzaj sklasyfikowany do podplemienia Chysinae w plemieniu Epidendreae, podrodzina epidendronowe (Epidendroideae), rodzina storczykowate (Orchidaceae), rząd szparagowce (Asparagales) w obrębie roślin jednoliściennych.
Wykaz gatunków
- Chysis addita Dressler
- Chysis archilae Chiron
- Chysis aurea Lindl.
- Chysis bractescens Lindl.
- Chysis bruennowiana Rchb.f. & Warsz.
- Chysis chironii Archila
- Chysis domei Archila & Chiron
- Chysis guimaraensis Benelli & E.M.Pessoa
- Chysis laevis Lindl.
- Chysis limminghei Linden & Rchb.f.
- Chysis tribouillieri Archila & Chiron
- Chysis tricostata Schltr.
- Chysis violacea Dressler

Wykaz hybryd
- Chysis × confusa Archila & Chiron